# Skenea rugulosa
Skenea rugulosa là một loài ốc biển, là động vật thân mềm chân bụng sống ở biển thuộc họ Skeneidae.